# فراغ (فيزياء)

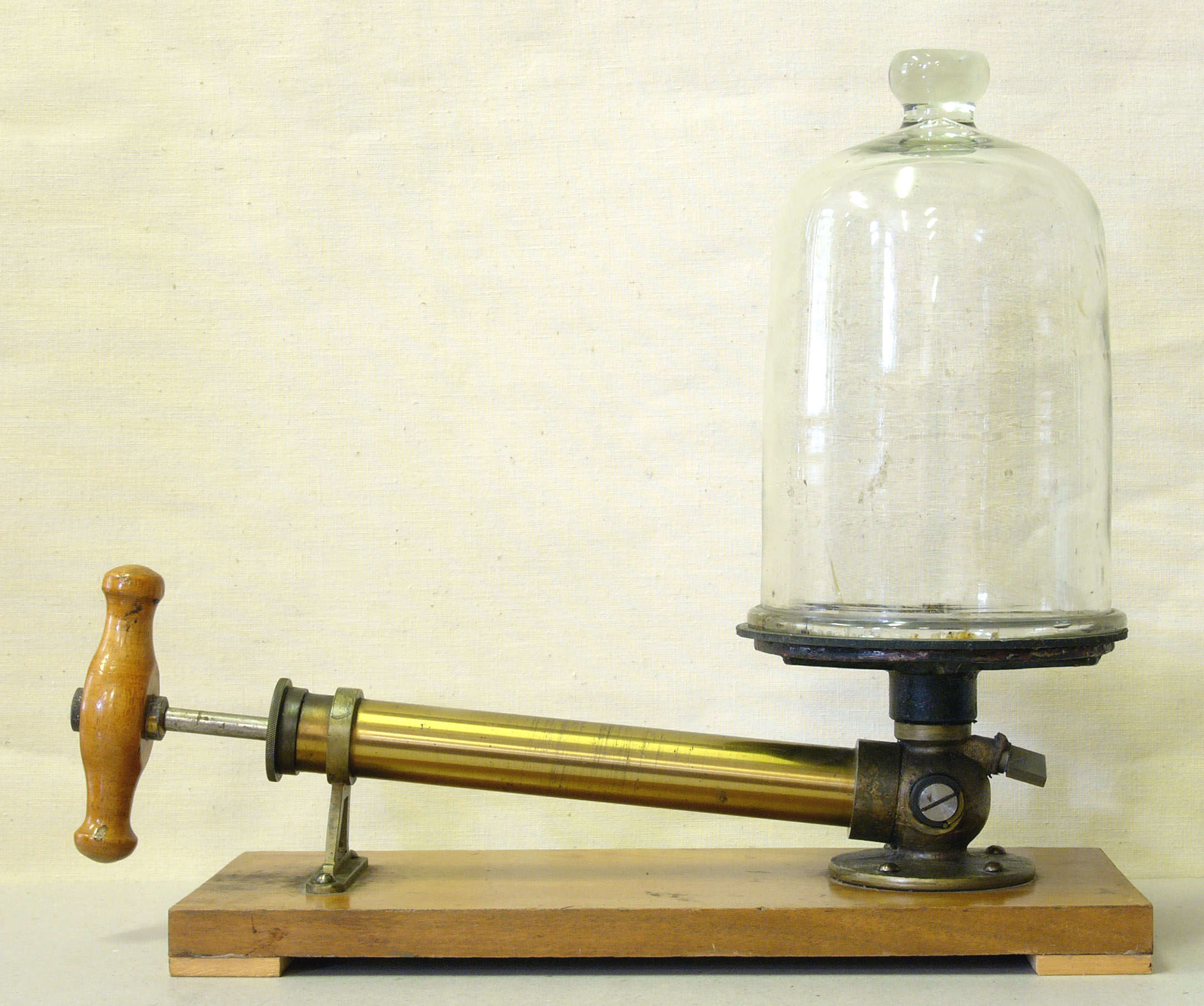
مضخة لتوضيح مفهوم الفراغ.

الفراغ في الفيزياء هو حيز من الفضاء فارغ من المادة، بحيث أن ضغطه أقل بكثير من الضغط الجوي؛ يمكن أن تنتقل الموجات الكهرومغناطيسية في الفراغ.
ومصطلح التفريغ أو التخليل يطلق على العملية التي يتم فيها التفريغ من الهواء.
الفراغ هو المكان، أو الحيز الخالي من أي مادة. لكن ليس هناك ما يسمى فراغاً كاملاً، حيث لم يستطع أحد إفراغ حيِّز ما من كل جزيئات الهواء حتى الآن. ويمكن أيضًا تفسير الفراغ وفق ضغط الهواء، أو أي غاز آخر متبق في وعاء مفرغ جزئيًا. وبهذا المعنى، يحدث الفراغ في حيِّز مغلق عندما يكون الضغط داخل هذا الحيِّز أقل من ضغط الهواء العادي؛ أي ضغط الهواء على سطح البحر الذي يعادل 101,3 كيلو باسكال.
يتحدث العلماء عن ضغط الفراغ العالي والمنخفض، وفقًا لكمية الغاز المسحوبة من الوعاء. فعندما يقل عدد جزيئات الغاز في الوعاء، ينخفض الضغط. وبلغ أعلى ضغط فراغي تم قياسه حتى الآن 0,0000000001 باسكال، وهو مايعادل واحدًا من الكدريليون من ضغط الهواء العادي. وحتى تحت هذا الضغط المنخفض جدًا، فإن حجم الغاز الموجود في 1سم§، يحتوي على 34,000 جزيء، مع أن هذا الحجم نفسه يحتوي على 26 بليون بليون جزيء غاز تحت ضغط الهواء العادي.
تستعمل أنواع عديدة من المضخات لإحداث فراغ مختلف الدرجات. فعلى سبيل المثال تُستعمل مضخة التفريغ الانتشارى لإحداث ضغط فراغ عال. وهذه المضخة ترش كميات من البخار، كفيلة بطرد جزيئات الغاز الموجودة في حيز مغلق. كما يمكن إحداث ضغط منخفض باستعمال مضخات آلية مجهزة بمراوح وصمامات. وهناك عدة استعمالات للفراغ، أو ضغط الفراغ، يتّبع معظمها حقيقة أن السوائل والغازات تندفع من أماكن الضغط العالي، إلى أماكن الضغط المنخفض ـ أي نحو الفراغ. وعلى سبيل المثال، فإن شُرب السوائل بالماصة الورقية، يتبع هذا القانون. تُحدث عملية المص فراغًا جزئيًا داخل الفم وفي أعلى أنبوب المص، ويدفع ضغط الهواء الخارجي السائل إلى أعلى أنبوب المص. وتتبع المنظِفة الهوائية، أو المكنسة الكهربائية أيضًا، القاعدة نفسها حيث يندفع الهواء ليملأ الفراغ بداخلها حاملاً معه الغبار والأوساخ.
تنتقل الحرارة في الفراغ بصورة ضعيفة، لذلك يعتبر الفراغ عازلاً جيدًا. فالتَّرموس (الثيرموس)، أو الكظيمة التي تُستعمل لحفظ السوائل الساخنة أو الباردة، تتكون من زجاجة ذات جدارين بينهما فراغ. ويستفيد وعاء ديوار الزجاجي الذي يستعمل لحفظ الغازات المسيَّلة الباردة من هذه الخاصية.
يتبخر الماء ومعظم السوائل الأخرى، بسرعة في الفراغ وفي درجة حرارة أقل كثيرًا من درجة الغليان، ولهذا تستعمل الغرف المجوفة، أو المفرغة، في عمليات التجفيف، حيث يمكن سحب الرطوبة من الشيء المراد تجفيفه بسرعة دون أن تؤدي لاحتراقه. وتستخدم هذه الطريقة في صناعة السكر، وتجفيف الأغذية عن طريق التجميد.
وهناك أنواع كثيرة من الأجهزة الإلكترونية، تعمل عن طريق الفراغ. فأنبوب الصورة في جهاز التلفاز، وأداة العرض المرئي في الحاسوب، ما هي إلا أمثلة للأجهزة التي تعمل بالفراغ. ويسمح الفراغ في مثل هذه الأجهزة، ويُسمى أيضًا بالأنبوب الإلكتروني، بمرور أشعة إلكترونية رأسًا إلى الشاشة، حيث تتكون الصورة المرئية. فلو كانت هناك جزيئات هواء داخل الأنبوب، فسوف تصطدم بالإلكترونات التي تتشتت محدثة صورة مشوهة.